# Il fantasma del pirata Barbanera
Il fantasma del pirata Barbanera (Blackbeard's Ghost) è un film del 1968 diretto da Robert Stevenson. Prodotto dalla Walt Disney Productions e tratto dal romanzo omonimo di Ben Stahl, il film ha come protagonisti Peter Ustinov, Dean Jones e Suzanne Pleshette. Uscì negli Stati Uniti l'8 febbraio 1968, distribuito dalla Buena Vista Distribution.
Walt Disney è ancora accreditato come produttore del film, nonostante fosse morto più di un anno prima della sua uscita. Tuttavia, in una delle sue ultime apparizioni il 27 ottobre 1966, egli aveva annunciato l'inizio della produzione del film, e Suzanne Pleshette ricordò che nell'autunno di quell'anno Walt, ormai visibilmente malato, era venuto a visitare il set.

## Trama
Steve Walker giunge a Godolphin, una cittadina sulla costa della Carolina del Nord, per diventare l'allenatore di atletica del collegio locale: la squadra, dotata di grosse lacune, è derisa dall'allenatore della squadra di rugby dello stesso collegio, che invece ha risultati sportivi eccellenti.
Fermatosi a fare benzina, Steve fa conoscenza col giovane benzinaio, che si rivela essere proprio il capitano della squadra di atletica e si offre di accompagnarlo alla Locanda di Barbanera, dove Steve deve alloggiare. Strada facendo, il benzinaio racconta a Steve che le Figlie dei Bucanieri, le anziane signore che gestiscono la locanda e si vantano di essere le discendenti della ciurma di Barbanera, sono minacciate da Silky Seymour, un ricco e spietato gangster che ha in mano l'ipoteca sulla loro locanda e ha intenzione di trasformarla in uno dei suoi tanti casinò.
Quando Steve arriva alla locanda si sta svolgendo una vendita di beneficenza, organizzata dalle Figlie dei Bucanieri e dall'affascinante professoressa Jo Anne Baker, per cercare di raccogliere i fondi necessari a pagare l'ipoteca. Dopo un "duello" di offerte con l'allenatore di rugby, Steve si aggiudica un antico scaldaletto che apparteneva alla strega Aldetha, decima moglie di Barbanera, che maledisse il marito condannandolo a vivere per sempre nel limbo finché non avesse compiuto almeno una buona azione. Rimasto solo nella sua stanza, Steve scopre che nel manico cavo dello scaldaletto c'è il libro di magie di Aldetha. Steve recita per scherzo un incantesimo, evocando involontariamente il fantasma di Barbanera, che appare come un ubriacone socialmente inadeguato.
Steve e Barbanera sono legati l'uno all'altro con la forza della magia, e solo il riluttante Steve può vedere o sentire il fantasma. Di conseguenza, Steve deve fare i conti con le buffonate del ribelle pirata mentre tenta di far rivivere la squadra di atletica di Godolphin e di iniziare una relazione con Jo Anne. Barbanera crea ulteriori complicazioni quando ruba a Jo Ann una delle rate dell'ipoteca della locanda e la scommette sulla squadra di atletica di Steve. L'intenzione di Barbanera è quella di usare i suoi poteri spettrali per aiutare Godolphin vincere le gare di atletica, e quindi utilizzare la vincita per saldare l'ipoteca.
Steve è inizialmente indignato per l'interferenza del pirata, ma decide che il bene più grande è quello di vincere il denaro per il bene della locanda. Egli accetta anche l'aiuto del pirata per sconfiggere Silky Seymour e suoi scagnozzi dopo che il gangster si rifiuta di pagare la vincita dalla scommessa. Con l'ipoteca pagata, Barbanera ha eseguito la sua buona azione e viene liberato dalla maledizione. Dopo che Steve recita l'incantesimo con le Figlie dei Bucanieri e Jo Anne, rendendo così Barbanera visibile anche a loro, il pirata saluta tutti e risale a bordo della sua nave fantasma, riunendosi alla sua ciurma.

## Distribuzione

### Data di uscita
Le date di uscita internazionali sono state:
- 8 febbraio 1968 negli Stati Uniti d'America
- 12 luglio in Brasile (O fantasma do Barba Negra)
- 2 agosto in Irlanda
- 16 agosto in Germania Ovest (Käpt'n Blackbeards Spuk-Kaschemme)
- 5 settembre nei Paesi Bassi (Een Spookpiraat als Maat)
- 12 settembre in Italia
- 13 settembre in Francia (Le fantôme de Barbe Noire)
- 9 ottobre in Danimarca (Kaptajn Sortskæg går igen)
- 11 ottobre in Finlandia (Merirosvo Mustaparta)
- 24 dicembre in Giappone
- 15 settembre 1969 in Spagna (Mi amigo el fantasma)
- 14 marzo 1970 in Islanda
- 6 luglio in Uruguay

### Edizione italiana
Il doppiaggio italiano del film fu eseguito negli stabilimenti Fono Roma con la partecipazione della C.D.C., e diretto da Giulio Panicali su dialoghi di Roberto De Leonardis.

### Edizioni home video
Il film fu distribuito in VHS in Italia nel settembre 1993, nella collana Walt Disney Collezione Famiglia. L'edizione DVD-Video fu invece distribuita il 4 giugno 2002 in America del Nord e il 16 ottobre in Italia. Il DVD presenta il film in 4:3 pan and scan come nella VHS, e non include alcun contenuto speciale.
In America del Nord il film è stato distribuito in Blu-ray Disc il 5 gennaio 2016 nella collana Disney Blu-ray Exclusive, in esclusiva per i membri del Disney Movie Club. Il BD presenta il film rimasterizzato nel formato originale, pur non includendo alcun extra.

## Accoglienza
Il film fu un successo finanziario, incassando in patria circa 21,5 milioni di dollari e guadagnandosi una riedizione nel 1976.
Il fantasma del pirata Barbanera ricevette anche recensioni principalmente positive. Una di esse venne da Roger Ebert che gli assegnò tre stelle su quattro e lo considerò, tra i film per famiglie, "il miglior Disney dopo Un professore fra le nuvole", affermando che "la trama è completamente confusa, e ai bambini, che sono molto più bravi in queste cose rispetto agli adulti, piaceranno i suoi colpi di scena" ed elogiando i tre protagonisti. Howard Thompson di The New York Times, oltre a lodare a sua volta i protagonisti, definì "accurata" la regia di Stevenson, notando l'assenza di sdolcinatezze e l'abile umorismo che evita lo slapstick. Variety definì la regia "ispirata", gli effetti speciali "ottimi" e lo script "fantasioso", facendo anch'esso notare la bravura del cast. Una recensione negativa venne invece da Time Out, che criticò regia e sceneggiatura e definì l'interpretazione di Ustinov un'imitazione del "lamento cockney di Peter Cook". Secondo Dave Smith, il motivo del successo del film sta nella riunione della coppia Jones-Pleshette dopo 4 bassotti per 1 danese (1966), associata all'entusiasmante stravaganza di Peter Ustinov. Mark Arnold, oltre a ricordare a sua volta l'alchimia tra Jones e la Pleshette, cita come altro motivo di successo il fatto che il fantasma dispettoso crei il caos grazie a numerosi effetti speciali.

## Altri media
Come numerosi film Disney di successo, anche Il fantasma del pirata Barbanera fu adattato in alcune storie a fumetti (tutte inedite in lingua italiana). La prima, scritta da Frank Reilly e disegnata da John Ushler, fu pubblicata in tredici tavole domenicali tra il 4 febbraio e il 28 aprile 1968, allo scopo di promuovere il film. La seconda, disegnata da Dick Shaw, fu pubblicata dalla Gold Key Comics nel giugno dello stesso anno. Un terzo adattamento, creato solo per il mercato francese e disegnato da Paul Gillon, fu pubblicato a puntate dal n. 845 al n. 857 della testata Le Journal de Mickey, tra il 25 agosto e il 17 novembre 1968, per promuovere l'uscita del film in Francia.